# Hannover (Schiff, 1907)
Die Hannover war ein Linienschiff der Kaiserlichen Marine und der Reichsmarine.
Sie wurde am 29. September 1905 auf der Kaiserlichen Werft in Wilhelmshaven vom Stapel gelassen. Das Schiff gehörte mit seinen Schwesterschiffen Deutschland, Pommern, Schlesien und Schleswig-Holstein zur Deutschland-Klasse.
Ab 1921 war sie im Dienst der Reichsmarine. 1931 wurde das nur wenig modernisierte Schiff außer Dienst gestellt, 1936 gestrichen und ab 1944 abgebrochen.

## Geschichte
Die Hannover gehörte in der Vorkriegszeit zum II. Geschwader unter Vizeadmiral Reinhard Scheer.

Drei Matrosen der Hannover im Jahr 1910

Im Ersten Weltkrieg nahm die Hannover zusammen mit ihren Schwesterschiffen an der Skagerrakschlacht teil. Dabei verfeuerte sie acht 28-cm- und 22 17-cm-Geschosse. Zum 30. November 1916 schieden die verbliebenen Schiffe des II. Geschwaders aus der Hochseeflotte aus. Hannover wurde anschließend für zweitrangige Aufgaben verwandt und diente hauptsächlich bis Kriegsende 1918 zur Sundbewachung.

### Dienst in der Reichsmarine
Am 11. November 1918 trat der Waffenstillstand in Kraft. Die modernen deutschen Schiffe mussten nach Scapa Flow ausgeliefert werden, während der Rest abgerüstet werden musste. Am Tag des Waffenstillstandes lief die Hannover nach Swinemünde, kehrte aber am 14./15. November mit der Schlesien nach Kiel zurück. Die Hannover wurde am 17. Dezember 1918 außer Dienst gestellt.
Nach den Bedingungen des Vertrages von Versailles vom 21. Juni 1919 durfte Deutschland eine Flotte von acht alten Linienschiffen behalten. Dies sollten neben der Hannover, der Schleswig-Holstein und der Schlesien drei Schiffe der Deutschland-Klasse sowie die fünf Schiffe der Braunschweig-Klasse sein.
Die Hannover kam im Februar 1921 als erstes dieser alten Linienschiffe wieder in den Dienst und wurde das Flaggschiff der Ostseestreitkräfte mit Heimathafen Swinemünde, verlegte aber schon 1922 nach Kiel. 1923 schuf die Reichsmarine den Oberbefehlshaber der Seestreitkräfte und die Hannover wurde Teil der dem Oberbefehlshaber unterstellten Linienschiffsdivision. Im Oktober 1925 verlegte die Hannover nach Wilhelmshaven. Am 14. Mai 1926 nahm sie mit allen großen Schiffen des Flottenkommandos an einer bis zum 17. Juni dauernden „Atlantik- und Spanienreise“ teil. Es war die erste große Reise eines Verbandes der Reichsmarine. Am 1. März 1927 wurde die Hannover außer Dienst gestellt, während gleichzeitig das erheblich modernisierte Schwesterschiff Schlesien in Dienst gestellt wurde.
Mit neuen Röhrenmasten, aber weiter mit drei Schornsteinen wurde die Hannover im Februar 1930 erneut in Dienst genommen, um die Elsass zu ersetzen. Im September 1931 stellte man sie dann endgültig außer Dienst. Die Hannover spielte im UFA-Film Bomben auf Monte Carlo als Kreuzer „Persimon“ eine primäre Rolle.
1936 wurde die Hannover von der Liste der Kriegsschiffe endgültig gestrichen. Ein geplanter Umbau zu einem Zielschiff für Flugzeuge wurde aufgegeben. Schließlich begann im Mai 1944 der Abbruch in Bremerhaven, der erst im Oktober 1946 abgeschlossen war. Die Schiffsglocke befindet sich heute im Militärhistorischen Museum der Bundeswehr in Dresden. Ein offenbar baugleiches Exemplar wurde 2022 überraschend beim Abriss der 1964 geweihten katholischen Kirche „Stella Maris“ in Heikendorf gefunden und der Kommune geschenkt; sie hatte dort fast 60 Jahre im Turm zum Gottesdienst geläutet. Beide Glocken stammen aus der Glockengießerei Voss & Sohn in Stettin und wiegen jeweils 158 kg.

## Kommandanten
| 1. Oktober 1907 bis September 1908        | Kapitän zur See Hugo Kinderling                                       |
| September 1908 bis Oktober 1909           | Kapitän zur See Friedrich Gädecke                                     |
| Oktober 1909 bis 2. März 1911             | Fregattenkapitän/Kapitän zur See Arnold Marcks                        |
| 4. März 1911 bis 11. April 1913           | Kapitän zur See Hermann Alberts                                       |
| 12. April 1913 bis Juli 1917              | Kapitän zur See Wilhelm Heine                                         |
| Juli bis September 1917                   | Korvettenkapitän Fritz Albrecht (in Vertretung)                       |
| September bis November 1917               | Fregattenkapitän Karl Windmüller                                      |
| November 1917 bis Juli 1918               | Fregattenkapitän/Kapitän zur See Max Leonhardi                        |
| Juli 1918                                 | Fregattenkapitän Carl Velten                                          |
| 10. Februar 1921 bis September 1922       | Kapitän zur See Edmund Schulz                                         |
| September 1922 bis 30. September 1923     | Kapitän zur See Iwan Oldekop                                          |
| 1. Oktober 1923 bis 31. März 1925         | Kapitän zur See Albrecht Freiherr von Freyberg-Eisenberg-Allmendingen |
| 1. April 1925 bis 23. September 1925      | Kapitän zur See Friedrich Brutzer                                     |
| 24. September 1925 bis 1. März 1927       | Kapitän zur See Werner Tillessen                                      |
| 25. Februar 1930 bis 29. September 1930   | Kapitän zur See Siegfried Massmann                                    |
| 30. September 1930 bis 25. September 1931 | Fregattenkapitän Heinrich Gebhardt                                    |

## Bekannte Besatzungsangehörige
- Helmut Bertram (1907–1999), war von 1964 bis 1966, als Brigadegeneral  der Luftwaffe der Bundeswehr im Hauptquartier der Fourth Allied Tactical Air Force tätig
- Ernst von Weizsäcker (1882–1951), Marineoffizier sowie Diplomat, Staatssekretär des Auswärtigen Amtes und Brigadeführer der Allgemeinen SS
- Max-Eckart Wolff (1902–1988), war von 1957 bis 1963 als Flottillenadmiral Kommandeur im Kommando der Flottenbasis